# Martti Ahtisaari
Martti Oiva Kalevi Ahtisaari (Viipuri, Finlândia, atual Vyborg, Rússia, 23 de junho de 1937 – 16 de outubro de 2023) foi um político finlandês, o décimo presidente da Finlândia (1994-2000), ganhador do Prêmio Nobel da Paz e diplomata e mediador das Nações Unidas conhecido por seu trabalho internacional pela paz.
Ahtisaari foi um enviado especial das Nações Unidas para o Kosovo, encarregado de organizar as negociações do processo de status do Kosovo, com o objetivo de resolver uma disputa de longa data no Kosovo, que mais tarde declarou sua independência da Sérvia em 2008. Em outubro de 2008, ele recebeu o Nobel da Paz "por seus importantes esforços, em vários continentes e por mais de três décadas, para resolver conflitos internacionais". A declaração do Nobel disse que Ahtisaari desempenhou um papel proeminente na resolução de conflitos sérios e duradouros, incluindo os da Namíbia, Aceh (Indonésia), Kosovo e Iraque.

## Biografia

### Infância e juventude
Martti Ahtisaari nasceu em Viipuri, Finlândia (atual Vyborg, Rússia). Seu pai, Oiva Ahtisaari (cujo avô Julius Marenius Adolfsen havia emigrado com seus pais para a Finlândia em 1872 de Tistedalen no sul da Noruega) conquistou a cidadania finlandesa em 1929 e mudou seu sobrenome de Adolfsen em 1936. A Guerra de Continuação (Segunda Guerra Mundial) levou o pai de Martti na frente como mecânico do exército suboficial, enquanto sua mãe, Tyyne, se mudou para Kuopio com seu filho para escapar do perigo imediato da guerra. Kuopio foi onde Ahtisaari passou a maior parte de sua infância, eventualmente cursando a escola Kuopion Lyseo.
Em 1952, Martti Ahtisaari mudou-se para Oulu com sua família. Lá, ele continuou sua educação no ensino médio, formando-se em 1952. Ele também ingressou na ACM local. Depois de concluir seu serviço militar (Ahtisaari ocupa o posto de capitão da reserva do Exército da Finlândia), ele começou a estudar na faculdade de professores de Oulu. Ele foi capaz de viver em casa enquanto cursava o curso de dois anos, o que lhe permitiu se qualificar como professor da escola primária em 1959. Além de sua língua nativa, o finlandês, Ahtisaari fala sueco, francês, inglês e alemão.
Em 1960, mudou-se para Karachi, no Paquistão, para liderar o estabelecimento de treinamento em educação física do Instituto Sueco Paquistanês, onde se acostumou a um ambiente mais internacional. Além de gerenciar a casa dos alunos, o trabalho de Ahtisaari envolvia a formação de professores. Ele retornou à Finlândia em 1963 e tornou-se ativo em organizações não-governamentais responsáveis pela ajuda aos países em desenvolvimento. Ingressou na organização de estudantes internacionais AIESEC, onde descobriu novas paixões sobre diversidade e diplomacia. Em 1965, ele ingressou no Ministério de Relações Exteriores em seu Gabinete de Ajuda Internacional ao Desenvolvimento, tornando-se o assistente-chefe do departamento. Em 1968, casou-se com Eeva Irmeli Hyvärinen. O casal tem um filho, Marko Ahtisaari, empresário e músico de tecnologia.

## Carreira diplomática
Ahtisaari passou vários anos como representante diplomático da Finlândia. Ele serviu como embaixador da Finlândia na Tanzânia de 1973 a 1977, como secretário-geral adjunto das Nações Unidas 1977-1981 e como comissário das Nações Unidas para a Namíbia de 1976 a 1981, trabalhando para garantir a independência da Namíbia da África do Sul. Entre 1982 e 1983, Ahtisaari foi o subsecretário-geral das Nações Unidas.
Após a morte de um comissário da ONU para a Namíbia, Berndt Carlsson, no Atentado de Lockerbie em 21 de dezembro de 1988 - às vésperas da assinatura do Acordo Tripartite na sede da ONU - Ahtisaari foi enviado à Namíbia em abril de 1989 como representante especial para chefiar o Grupo de Assistência às Transições das Nações Unidas (UNTAG). Por causa da incursão ilegal das tropas da SWAPO em Angola, Louis Pienaar, o Administrador Geral nomeado para a África do Sul, buscou o acordo de Ahtisaari com o envio de tropas da Força de Defesa da África do Sul para estabilizar a situação. Ahtisaari seguiu o conselho da primeira-ministra britânica Margaret Thatcher, que estava visitando a região na época, e aprovou o envio da Força de Defesa. Um período de intensos combates ocorreu quando pelo menos 375 insurgentes foram mortos. Em julho de 1989, Glenys Kinnock e Tessa Blackstone, do Conselho Britânico de Igrejas, visitaram a Namíbia e relataram: "Existe um sentimento generalizado de que muitas concessões foram feitas ao pessoal e preferências sul-africanas e que Martti Ahtisaari não foi suficientemente forte em suas negociações com a Namíbia e os sul-africanos".
Talvez devido à sua relutância em autorizar esse destacamento da Força de Defesa da África do Sul , Ahtisaari foi acusado de ter sido alvo do Escritório de Cooperação Civil da África do Sul, a polícia política do Apartheid. De acordo com uma audiência em setembro de 2000 da Comissão de Verdade e Reconciliação da África do Sul, dois agentes do escritório (Kobus le Roux e Ferdinand Barnard) foram incumbidos de não matar Ahtisaari, mas de lhe dar "um bom esconderijo". Para realizar o ataque, Barnard havia planejado usar a alça de uma serra de metal como um soco inglês. No evento, Ahtisaari não compareceu à reunião no Keetmanshoop Hotel, onde Le Roux e Barnard estavam esperando por ele e, assim, Ahtisaari escapou de ferimentos.
Após as eleições de independência de 1989, Ahtisaari foi nomeado cidadão namibiano honorário. A África do Sul concedeu a ele o Prêmio O. R. Tambo por "sua extraordinária conquista como diplomata e compromisso com a causa da liberdade na África e da paz no mundo".
Ahtisaari atuou como subsecretário-geral da ONU para administração e gerenciamento de 1987 a 1991, causando sentimentos contraditórios dentro da organização durante uma investigação interna de fraude maciça. Quando Ahtisaari revelou em 1990 que havia secretamente prolongado o período de carência, permitindo que as autoridades da ONU devolvessem o dinheiro dos contribuintes indevidamente do período original de três meses para três anos, os investigadores ficaram furiosos. Os 340 funcionários considerados culpados de fraude conseguiram devolver o dinheiro, mesmo após a comprovação do crime. A punição mais severa foi a demissão de vinte funcionários corruptos.

## Presidência da Finlândia
A campanha presidencial de Ahtisaari na Finlândia começou quando ele ainda era membro do conselho que lidava com a Bósnia. A recessão contínua da Finlândia fez com que figuras políticas estabelecidas perdessem apoio público, e as eleições presidenciais eram agora diretas, em vez de serem conduzidas através de um colégio eleitoral. Em 1993, Ahtisaari aceitou a candidatura do Partido Social-Democrata. Sua imagem politicamente imaculada foi um fator importante nas eleições, assim como sua visão da Finlândia como participante ativo de assuntos internacionais. Ahtisaari venceu por pouco sua oponente no segundo turno, Elisabeth Rehn, do Partido Popular Sueco. Durante a campanha, alguns opositores políticos de Ahtisaari espalharam boatos de que ele tinha um problema de alcoolismo ou que havia aceitado conscientemente um salário duplo do Ministério das Relações Exteriores da Finlândia e das Nações Unidas enquanto tentava negociar o fim da Guerra da Bósnia. Ahtisaari negou as duas alegações e nenhuma prova firme delas surgiu. Durante a campanha de três semanas entre os dois turnos das eleições presidenciais, Ahtisaari foi elogiado por seus apoiadores por ter mais compaixão dos muitos finlandeses desempregados do que Rehn, que como ministra da Defesa teve que apoiar oficialmente as rígidas políticas econômicas do governo do primeiro-ministro Esko Aho.
Uma pequena controvérsia surgiu durante um debate presidencial em Lappeenranta, sudeste da Finlândia, quando uma mulher cristã aparentemente nascida de novo na plateia perguntou a Rehn qual era o seu relacionamento com Jesus. Rehn respondeu que ela pessoalmente não tinha provas de que Jesus era uma pessoa histórica. Ahtisaari desviou de uma resposta precisa, afirmando que confiava na confissão luterana mesmo sobre esse assunto.
Seu mandato como presidente começou com um cisma dentro do governo do Partido do Centro, liderado pelo primeiro-ministro Esko Aho, que não aprovava o envolvimento de Ahtisaari na política externa. Houve também alguma controvérsia sobre Ahtisaari falar sobre questões domésticas, como o desemprego. Ele viajou extensivamente na Finlândia e no exterior, e foi apelidado de "Matka-Mara" ("Viajante Mara", sendo Mara uma forma diminutiva comum de Martti). Suas viagens mensais por todo o país e suas reuniões com cidadãos comuns (as chamadas maakuntamatkat ou "viagens provinciais") aumentaram bastante sua popularidade política. Ahtisaari cumpriu sua promessa de campanha de visitar uma província histórica finlandesa todos os meses durante sua presidência. Ele também doou alguns milhares de marcos finlandeses por mês para as organizações de pessoas desempregadas e para a organização social cristã do falecido pregador leigo e assistente social Veikko Hursti.
Ahtisaari favoreceu publicamente o pluralismo e a tolerância religiosa. Privadamente, ele e sua esposa praticam sua fé cristã. Ao contrário de alguns de seus antecessores e seu sucessor como presidente finlandês, Ahtisaari encerrou todos os discursos de Ano Novo desejando a bênção de Deus ao povo finlandês.
Em janeiro de 1998, Ahtisaari foi criticado por algumas ONGs, políticos e figuras culturais notáveis porque concedeu medalhas de honra ao Ministro das Florestas da Indonésia e ao principal proprietário da empresa indonésia RGM Company, empresa controladora da April Company. A April Company foi criticada por organizações não-governamentais por destruir florestas tropicais, e a própria Indonésia foi fortemente criticada por violações de direitos humanos, especialmente em Timor-Leste. O presidente do partido de Ahtisaari, Erkki Tuomioja, disse que a concessão de medalhas é questionável, pois temia que o ato pudesse manchar a imagem pública da política finlandesa de direitos humanos. Estudantes de artes fizeram manifestações em Helsinque contra a decisão de conceder as medalhas.
O presidente Ahtisaari apoiou a entrada da Finlândia na União Europeia e, em um referendo de 1994, 57% dos eleitores finlandeses eram a favor da adesão à UE. Mais tarde, ele afirmou que, se a Finlândia não tivesse votado para ingressar na UE, ele teria renunciado. Durante o mandato de Ahtisaari como presidente, Boris Yeltsin e Bill Clinton se encontraram em Helsinque. Ele também negociou ao lado de Viktor Chernomyrdin com Slobodan Milošević para encerrar os combates na província iugoslava do Kosovo em 1999.
Muitas vezes, encontrando resistência do parlamento finlandês, que preferia uma política externa mais cautelosa, bem como de dentro de seu próprio partido, Ahtisaari não buscou a reeleição em 2000. Ele queria que os social-democratas o renomeassem para a presidência sem oposição, mas dois oponentes se inscreveram na primária presidencial do partido. Ahtisaari foi o último "presidente forte", antes da constituição de 2000 reduzir os poderes do presidente. Ele foi sucedido pela ministra das Relações Exteriores Tarja Halonen.

## Pós-presidência e morte
Na política finlandesa, Ahtisaari enfatizou como é importante para a Finlândia ingressar na OTAN. Ahtisaari argumentou que a Finlândia deveria ser um membro de pleno direito da OTAN e da UE para "evitar de uma vez por todas o fardo da finlandização". Ele acredita que os políticos devem apresentar um requerimento e fazer da Finlândia um membro. Ele diz que a maneira como os políticos finlandeses evitam expressar sua opinião é perturbadora. Ele observou que a chamada "opção da OTAN" (adquirir a adesão quando a Finlândia está ameaçada) é uma ilusão, fazendo uma analogia com a tentativa de obter seguro contra incêndio quando o incêndio já começou.
Desde que deixou o cargo, Ahtisaari ocupou cargos em várias organizações internacionais. Em 2000, ele se tornou presidente do International Crisis Group, de Bruxelas, uma ONG à qual ele comprometeu US$ 100 000 em financiamento do governo em 1994, um mês depois de ser eleito presidente da Finlândia. Ele permanece como presidente emérito.
Ahtisaari também fundou a Crisis Management Initiative (CMI), com o objetivo de desenvolver e sustentar a paz em áreas problemáticas. Em 1º de dezembro de 2000, Ahtisaari recebeu o Prêmio J. William Fulbright de Entendimento Internacional pela Fullbright Association em reconhecimento ao seu trabalho como pacificador em algumas das áreas mais problemáticas do mundo. Em maio de 2017, Ahtisaari sugeriu como novo líder da CMI Alexander Stubb um político finlandês que representa conservadores finlandeses, ou seja, o Partido da Coligação Nacional.
Em 2000-01, Ahtisaari e Cyril Ramaphosa inspecionaram o depósito de armas do IRA para a Comissão Internacional Independente de Descomissionamento, como parte do processo de paz na Irlanda do Norte.
Em 2005, Ahtisaari liderou com sucesso as negociações de paz entre o Movimento Aceh Livre e o governo indonésio por meio de sua organização não governamental CMI. As negociações terminaram em 15 de agosto de 2005 com a assinatura do Acordo de Helsinque sobre o desarmamento dos rebeldes do movimento, o fim das demandas pela independência de Aceh e a retirada das forças indonésias.
Em novembro de 2005, o secretário-geral da ONU Kofi Annan nomeou Ahtisaari como enviado especial para o processo de status do Kosovo, que determinaria se o Kosovo, administrado pelas Nações Unidas desde 1999, deveria se tornar independente ou permanecer uma província da Sérvia. No início de 2006, Ahtisaari abriu o Escritório do Enviado Especial da ONU para o Kosovo em Viena, Áustria, de onde conduziu as negociações sobre o status do Kosovo. Os que se opunham à proposta de acordo de Ahtisaari, que envolvia uma independência monitorada internacionalmente para o Kosovo, tentavam desacreditá-lo. As alegações feitas por fontes da mídia dos Balcãs de corrupção e conduta imprópria por Ahtisaari foram descritas pelo porta-voz do Departamento de Estado dos EUA, Tom Casey, como "espúrias", acrescentando que o plano de Ahtisaari é a "melhor solução possível" e tem o "aval total dos Estados Unidos". O jornal The New York Times sugeriu que essas críticas a Ahtisaari por parte dos sérvios levaram a problemas nas negociações sobre o status do Kosovo. Em novembro de 2008, a mídia sérvia informou Pierre Mirel, diretor da divisão dos Balcãs Ocidentais da Comissão de Alargamento da UE, dizendo: "A UE aceitou que a implantação da Missão de Estado de Direito da União Europeia no Kosovo deva ser aprovada pelo Conselho de Segurança das Nações Unidas e que a missão deve ser neutro e não estará relacionado ao plano Ahtisaari ", disse Mirel, após sua reunião com o vice-presidente da Sérvia, Bozidar Djelic.
Em julho de 2007, no entanto, quando a UE, a Rússia e os Estados Unidos concordaram em encontrar um novo formato para as negociações, Ahtisaari anunciou que considerava sua missão terminada. Como nem a ONU nem a troika o pediram para continuar as mediações diante da persistente recusa da Rússia em apoiar a independência do Kosovo, ele disse que, no entanto, estaria disposto a assumir "um papel de consultor", se solicitado. Após um período de incerteza e tensão crescente, o Kosovo declarou unilateralmente sua independência da Sérvia em fevereiro de 2008. Em seu trabalho, ele enfatizou a importância dos Estados Unidos no processo de paz, afirmando que "não pode haver paz sem a América".
Ahtisaari foi presidente do Conselho de Governo da Interpeace de 2000 a 2009. Desde 2009, Ahtisaari é presidente emérito e consultor especial.
Em 2008, Ahtisaari recebeu um diploma honorário da University College, em Londres. No mesmo ano, ele recebeu o Prêmio da Paz UNESCO Félix Houphouët-Boigny de 2007, por "sua contribuição vitalícia à paz mundial".
Em setembro de 2009, Ahtisaari ingressou no The Elders, um grupo de líderes independentes que trabalham juntos em questões de paz e direitos humanos. Ele viajou para a Península Coreana com Gro Harlem Brundtland, Jimmy Carter e Mary Robinson em abril de 2011 e para o Sudão do Sul com Mary Robinson e o arcebispo Desmond Tutu em julho de 2012.
Ahtisaari foi membro do Comitê do Prêmio Ibrahim da Fundação Mo Ibrahim. Ele também foi membro do conselho do Conselho Europeu de Relações Exteriores.[carece de fontes?]
Ahtisaari morreu em 16 de outubro de 2023, aos 86 anos.

## Prêmio Nobel da Paz
Em 10 de outubro de 2008, Ahtisaari foi anunciado como o ganhador do Prêmio Nobel da Paz naquele ano. Ahtisaari recebeu o prêmio em 10 de dezembro de 2008 na prefeitura de Oslo, na Noruega. Ahtisaari trabalhou duas vezes para encontrar uma solução no Kosovo - primeiro em 1999 e novamente entre 2005 e 2007. Ele também trabalhou com outros neste ano para encontrar uma solução pacífica para os problemas no Iraque, disse o Comitê. Segundo o Comitê, Ahtisaari e seu grupo, Crisis Management Initiative (CMI), também contribuíram para resolver outros conflitos na Irlanda do Norte, Ásia Central e no Corno de África. Ahtisaari convidou o primeiro-ministro Matti Vanhanen, o Ministro dos Negócios Estrangeiros Alexander Stubb e outros para a cerimônia do Nobel, mas não a presidente Halonen.
De acordo com as memórias do ex-secretário do Comitê Nobel da Noruega, Geir Lundestad, ex-ministro das Relações Exteriores e embaixador da ONU Keijo Korhonen, que foi fortemente contra a entrega do Prêmio Nobel da Paz de 2008 a Ahtisaari, escreveu uma carta ao comitê que retratava Ahtisaari como uma pessoa e seus méritos nas zonas de conflito internacional.